# Keely Smith
Keely Smith (Norfolk, Virginia, 1928. március 9. – Palm Springs, Kalifornia, 2017. december 16.) Grammy-díjas amerikai énekes.
Tizennégy éves korában egy már egy zenekarban énekelt, rá egy évre már fizetést is kapott.
Profi fellépéseit Louis Prima-nak köszönheti, akivel 1953-ban összeházasodott. Ők voltak az elsők, akik Grammy-díjat nyertek vokál-duettként. (That Ol’ Black Magic).
1953 és 1961 között Louis Prima énekes, 1965 és 1969 között Jimmy Bowen énekes, zenei producer felesége volt.

## Diszkográfia
Szólólemezek
- I Wish You Love (1957)
- Politely! (1958)
- Swingin' Pretty (1959)
- Be My Love (1959)
- Swing, You Lovers (1960)
- A Keely Christmas (1960)
- Twist With Keely Smith (1961)
- Dearly Beloved (1961)
- Because You're Mine (1962)
- What Kind of Fool Am I? (1962)
- Cherokeely Swings (1962)
- Little Girl Blue/Little Girl New (1963)
- The Intimate Keely Smith (1964)
- Keely Smith Sings the John Lennon – Paul McCartney Songbook (1964)
- That Old Black Magic (1965)
- I'm In Love Again (1985)
- Swing, Swing, Swing (2000)
- Keely Sings Sinatra (2001)
- Keely Swings Basie-Style With Strings (2002)
- Vegas '58 – Today (Recorded Live At Feinstein's At The Regency) (2005)

Louis Primával
- Breaking It Up! (1958)
- Louis Prima & Keely Smith on Broadway (1958)
- Louis and Keely! (1959)
- Together (1960)
- Return of the Wildest! (1961)

Louis Primával és Sam Butera & The Witnesses-zel
- The Call of the Wildest (1957)
- The Wildest Show at Tahoe (1957)
- Las Vegas Prima Style (1958)
- Hey Boy! Hey Girl! (1959)
- On Stage (1960)

## Díjai
- Grammy-díj (1959, Louis Primával az That Old Black Magic dalért)